# Сівки
Сі́вки — село в Україні, у Рівненському районі Рівненської області. Населення становить 148 осіб.

## Географія
На північній стороні від села протікає річка Речиця, права притока Бобра.

## Історія
12 червня 2020 року, відповідно до розпорядження Кабінету Міністрів України № 722-р від «Про визначення адміністративних центрів та затвердження територій територіальних громад Рівненської області», увійшло до складу Березнівської міської громади.
19 липня 2020 року, в результаті адміністративно-територіальної реформи та ліквідації Березнівського району, село увійшло до складу Рівненського району.

## Населення
За переписом населення 2001 року в селі мешкало 147 осіб. 100 % населення вказало своєї рідною мовою українську мову.